# 馬哈里希韋德克城 (愛荷華州)
馬哈里希韋德克城（英語：Maharishi Vedic City）是一個位於美國愛荷華州傑佛遜縣的城市。

## 地理
馬哈里希韋德克城的座標為41°03′03″N 91°59′38″W / 41.05083°N 91.99389°W，而該地的平均海拔高度為241米（即791英尺）。

## 人口
根據2010年美國人口普查的數據，馬哈里希韋德克城的面積為8.07平方千米，當中陸地面積為8.07平方千米，而水域面積為0.00平方千米。當地共有人口1294人，而人口密度為每平方千米160人。